# Gran Tuc de Colomèrs
El Gran Tuc de Colomèrs és una muntanya que es troba en límit dels termes municipals de la Vall de Boí (Alta Ribagorça), Espot (Pallars Sobirà) i Naut Aran (Vall d'Aran), dins del Parc Nacional d'Aigüestortes i Estany de Sant Maurici.

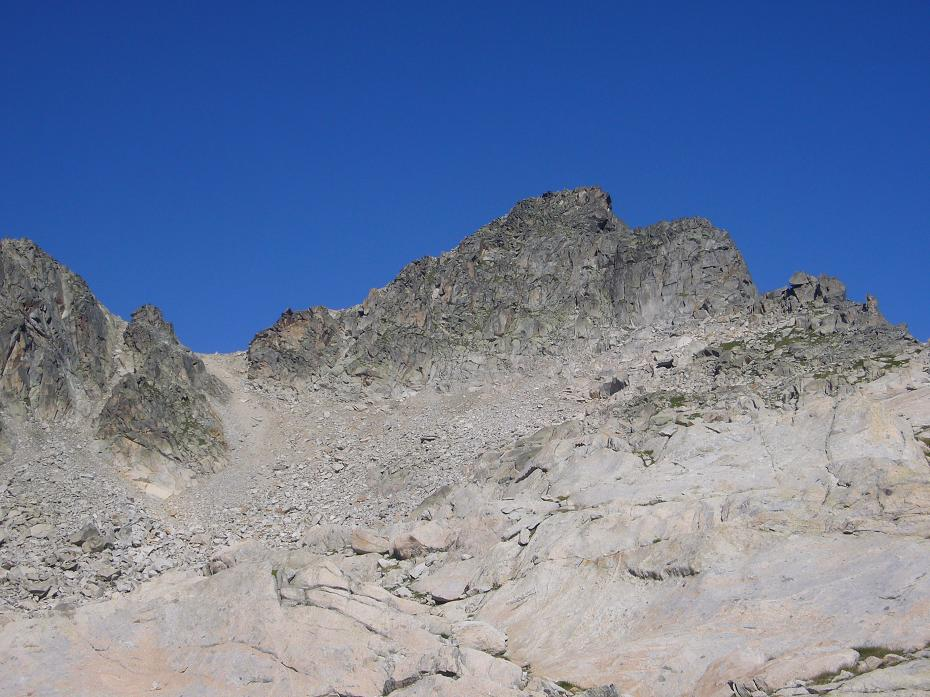
Vessant sud-oriental del Gran Tuc vist des de Colomers d'Espot

El pic, de 2.933,4 metres, s'alça en el punt d'intersecció de les carenes que delimiten la Vall de Contraix (SO), Colomers d'Espot (SE) i el Circ de Colomèrs (N); amb l'Agulha deth Gran Tuc al nord-oest, el Cap de la Pala Alta d'Estany Llong al sud i el Portau de Colomèrs a l'est-nord-est.
Hi ha situat el vèrtex geodèsic 260068006 de l'Institut Cartogràfic de Catalunya.
Aquest cim està inclòs al llistat dels 100 cims de la FEEC.  

## Rutes
Diverses són les alternatives utilitzades per assolir aquest pic.
- Per la Vall de Aiguamog:
  - Agafant la ruta de l'Agulha deth Gran Tuc.
  - Seguint el camí del Portau de Colomèrs i continuant pel vessant de Colomers d'Espot fins al coll al sud de pic.
- Per la Vall de Contraix, ascendint pel camí que travessa la vall; i abandonant-lo abans d'arribar a l'Estany de Contraix, per anar a buscar els Estanys Gelats i la collada al sud del pic.
- Per Colomers d'Espot, agafant la ruta de l'Estany del Bergús i continuat cap a ponent fins al coll al sud de pic.